# Sultan (rappeur)
Pour les articles homonymes, voir Sultan (homonymie).
Sultan, de son vrai nom Soultouane Benjadid, né le 24 avril 1987 à Fontenay-aux-Roses, dans les Hauts-de-Seine, est un rappeur français d'origine comorienne.

## Biographie

### Jeunesse
Dans les Hauts-de-Seine, Soultouane naît le 24 avril 1987 à Fontenay-aux-Roses, et grandit dans le quartier des Cuverons (surnommés Cuvetars) à Bagneux, ville où il est scolarisé au collège Romain-Rolland. Il commence le rap à l'âge de dix ans. Il fait initialement partie du label S-kal Records (selon ses dires dans ses chansons), souvent en collaboration avec Banlieue Sale (Team BS), le label créé par La Fouine, où il signe un contrat en 2013.

### Débuts etLa Sul'tendance(1997–2009)
C’est en 1997 que Sultan écrit et pose ses premiers textes aux côtés de son grand frère H de l'île, membre du collectif Instance Glauque, originaire de Bagneux, avec des artistes tels que Diam's ou encore Explicit Samouraï du Saïan Supa Crew.
En 2004, à l'âge de 17 ans, Sultan vend ses premiers albums, à la sauvette, aux Puces de Paris-Clignancourt. Il est par ailleurs qualifié de « travailleur » par le rappeur Alpha 5.20[réf. nécessaire]. Les années passent, Sultan enchaîne les groupes tels que (Ks de l'île, 5e Grif, La Sente, Le Système Auditif) pour enfin trouver son binôme en 2004 avec Ibrahim (I.B.R.) avec qui il forme le groupe Holster. 
C’est avec le morceau 92 en 2005, reprise du célèbre titre 94 de Rohff, décrivant les différents quartiers du 92, que Sultan connait son premier succès en tant que rappeur solo. En 2006, il publie son premier street-album, Mode crime, qui dépasse les 1 500 exemplaires vendus. Le morceau Tah notamment fut très apprécié et marqua les esprits, le faisant connaître auprès du public rap français. Il apparait de façon très remarquée dans la compilation Talents fâchés 4 d'Ikbal avec le morceau Mon peura arrache tout.
L’année 2007 assiste à la sortie de son premier projet Frontline (initiative du créateur des mixtapes Baby Killaz), une mixtape composée de 21 titres plus des inédits, et d'un DVD (de son univers et son quotidien), rapidement écoulée à plus de 2 000 exemplaires. Sa chanson Trahison, présente sur l'album de son collègue Croma J'cromatizz, en réponse à Confessions nocturnes de Diam's et Vitaa conquit un public plus généraliste et diversifié avec plus de six millions de vues cumulées au total. Au fil des années, Sultan maintient le buzz avec des apparitions remarquées dans diverses compilations comme Ghetto truand, Rap Impact ou encore plus récemment Talents fâchés 4 où il présente aux gens le titre Quoi qu'il arrive, premier single de son street-album de 17 titres, La Sul'tendance qui sort finalement en 2009. Il fonde le label Impact Records avec DJ Skorp et Mike, ses producteurs. Sultan publie son premier album, La Sul'tendance, le 5 octobre 2009, qui atteint la 189e place des classements français.

### Des jours meilleurs(2010–2012)
Le 3 mai 2010, Sultan fait partie des rappeurs apparaissant dans l'album Rap Impact 2, produit par DJ Skorp et Mike, et le 11 octobre 2010, sort une mixtape, Tah You Ken !. Il apparaît sur le projet de La Fouine, Capitale du Crime Vol.3, publié le 28 novembre 2011 et aussi sur la Booska Tape Vol. 1, publiée le 23 janvier 2012. Il signe chez S-Kal Records le label des managers de La Fouine en juillet 2011. Le 28 novembre 2011 dans les bacs sort la mixtape Ils sont pas prêts.
Courant 2012, il annonce son album Des jours meilleurs, qui devait initialement s'intituler Le Cercle des incompris. Sultan passera pendant une semaine sur planète rap à Skyrock pour la promotion de son album.
Le premier extrait de cet album est un featuring avec Rohff. Le morceau s'intitule 4 étoiles en référence au drapeau comorien. En effet, les deux MCs sont originaires des Comores. Le clip vidéo est publié le 22 juin 2012. Intégralement tourné au Brésil, il totalise plus de quatorze millions de vues trois mois après sa parution officielle sur le net. Début 2012, une réédition de sa mixtape Ils sont pas prêts est publiée, et atteint la 161e place des classements français.
Son deuxième album Des jours meilleurs, publié le 5 novembre 2012, atteint la 4e place des ventes numériques et la 15e aux classements français la première semaine, avec 4 798 exemplaires vendus,,. L'album fait participer les Psy 4 de la rime pour le titre le Mzé, La Fouine pour Des jours meilleurs, et Rohff pour 4 étoiles. L'album contient 13 pistes dont la plupart des morceaux sont produits par DJ Skorp et Skalpovitch.

### Condamné à régner(depuis 2013)
Sultan annonce en 2013 un prochain album, intitulé Condamné à régner, initialement prévu pour le printemps 2014. Il fait également partie du collectif du label Banlieue Sale, Team BS avec La Fouine, Fababy et Sindy. Il dévoile les morceaux Que d'la peufra avec Ixzo et Manu le coq avec Pop qui sont des titres inédits hors album. 
Fin avril 2015, il annonce qu'il quitte le label S-Kal Records. Le 10 mai 2015, il dévoile le premier extrait de l'album intitulé Rapta Tonight en featuring avec Pop et Croma. Sultan est annoncé en concert à La Suite de Mantes-la-Ville. Le 10 octobre 2015, un conflit éclate entre les deux Sultan et Benash, protégé de Booba. À la suite du conflit, Sultan publie une photo sur Instagram légendée d’un commentaire disant que le membre de 40k était venu à huit contre un. 
Son troisième album, Condamné à régner, est publié le 8 avril 2016, et s'écoule à 1 474 exemplaires lors de sa première semaine d'exploitation.

## Discographie

### Apparitions
- 1998 : Le Sultan, H 2 l'Ile & Le Sabre - Génération (sur la compilation de Deepsyck'o, Chapitre III - Autres Crews…)
- 2006 : Sultan - Mon peura arrache tout (sur la compilation de TLF, Talents Fachés 3)
- 2007 : Sultan – 10 ans (sur la compilation de DJ Skorp, Le prélude)
- 2007 : Mark'us (Futur Proche) feat. Antrass, Layone et Sultan (Holster) - On te baise (sur la compilation de DJ Skorp, Le prélude)
- 2007 : Sultan (Holster) feat. Oby One Starr (Ghetto Diplomats) et AST - Trop hip-hop (sur la compilation de DJ Skorp, Le prélude)
- 2007 : Sultan feat. Habib, Kairoce (C4 Clan) et Soldat - Le hardcore que t'apprécie (sur la compilation de DJ Skorp, Le prélude)
- 2007 : Force X feat. Sultan - Par tous les moyens (sur l'album de Force X, Réaction en chaine)
- 2007 : Sultan - C'est Fait Pour (sur la compilation de 787 Records, Ghetto, truands et associés)
- 2008 : Holster – L'usine (sur la compilation de DJ Skorp, Rap Impact)
- 2008 : Dany Dan feat. Smoker, Al Peco, S-Pi, Six Coups MC, Sultan, Gued'1, Seven et Abdel - Rap Impact Remix (sur la compilation de DJ Skorp, Rap Impact)
- 2008 : Croma feat. Sultan – Mon hall (sur le street-album de Croma, J'cromatizz)
- 2008 : Croma feat. Sultan – On t’ambiance (sur le street-album de Croma, J'cromatizz)
- 2008 : Croma feat. Sultan – On a l'seum (sur le street-album de Croma, J'cromatizz)
- 2008 : Croma feat. Maeva et Sultan – Trahison (sur le street-album de Croma, J'cromatizz)
- 2008 : Croma feat. Sultan – On remet les pendules à l'heure (sur le street-album de Croma, J'cromatizz)
- 2008 : Sultan - Bagneux (sur la compilation de Nill Ness, Plak tournante)
- 2009 : Sultan - Quoi qu’il arrive (sur la compilation de TLF, Talents fâchés 4)
- 2009 : Briss (3e Releve) feat. Sultan et Nill Ness - Violent (sur la mixtape de Briss, Dernière sommation)
- 2009 : Alain 2 L'ombre feat. Kaaris, Kwembe, Kalash l'Afro, B.O Digital, Dosseh, Alpha 5.20, Delta, Seth Gheko, Rlf et Sultan - Qui veut la peau d'Alain 2 L'ombre ? (sur l'album de Alain 2 L'ombre, Avant la prophécie)
- 2010 : Canardo feat. Sultan - On les Emmerde (sur la mixtape de Canardo, Papillon 2)
- 2010 : Croma feat. Sultan - Dans Un Film (sur la mixtape de Croma, Hors-du-commun)
- 2010 : Mc Braco feat. Sarah Lilia, Croma et Sultan - Ahhh (sur la net-tape de MC Braco, À bout portant)
- 2010 : Mc Braco feat. Sultan - Petit frelon (sur la net-tape de MC Braco, À bout portant)
- 2010 : Ange le Rital (Rital Thugg) feat. Missa et Sultan - Ouvre les yeux (sur le street-album de Rital Thugg (Ange le Rital), Entre divers mondes)
- 2010 : Liwazin et Fiasko feat. Sultan - À cette heure ci (sur la mixtape de Liwazin & Fiasko, L'union fait la force)
- 2011 : Zesau feat. Sultan - C’est parti pour le drive-by (sur la mixtape de Zesau Drive By Musikk)
- 2011 : La Fouine feat. Alonzo, Sultan et M.A.S - Drogba (sur la mixtape de La Fouine, Capitale du Crime Vol. 3)
- 2011 : Joker Squad feat. Sultan - On me disait (sur la mixtape de La Fouine, Capitale du Crime Vol. 3)
- 2011 : Guevarap Muzik feat. Sultan - En direct de la rue (sur le street-album de Guevarap Muzik, Guevatape Vol. 1)
- 2012 : Fababy feat. Rabah, S.pri Noir, Sadek, Sultan et Still Fresh - Freestyle Bonne année 2000 douilles
- 2012 : Digan feat. Sultan - Youvoi (sur la compilation de My Life Records, H.O.V (Hymnes Aux Voyous))
- 2012 : Fedazz feat. Poison et Sultan - Faits divers (sur l'album de Fedazz, Entre enclume et béton)
- 2012 : Sofiane & BR feat. Sultan - Pas de légende (sur la net-tape de Sofiane et BR, 3 Days Theory)
- 2012 : Aladoum feat. Sultan & Sadek - Rien à voir (ne me compare pas) (sur la net-tape de Aladoum, Ceci n'est pas un exercice)
- 2012 : Sultan feat. Meek Mill - Wild Boy (DJ Skorp Remix) (inédit) (sur la mixtape de DJ Skorp, Smash That)
- 2012 : Sultan feat. M.A.S, Kamelanc’ et Canardo - Ils sont pas prêts (freestyle Planète Rap) (sur la mixtape de DJ Skorp, Smash That
- 2012 : Alain 2 L'ombre feat. Alpha 5.20, Kaaris, Dosseh, Kalash, Delta, Seth Gueko et Sultan - Qui veut la peau d'A2L ? (sur l'album de Alain 2 L'ombre, Un arrière-goût 2 l'ombre)
- 2012 : Rask feat. Sultan - On charbonne (sur l'album de Rask, Des terres minées)
- 2012 : Mouki feat. Sultan - Représailles (sur le street-album de Mouki, ADN)
- 2012 : Clk de Hors Piste feat. Sultan - La rime qui démonte (sur la net-tape de Clk de Hors Piste, Talent sauvage)
- 2012 : Forlife Music feat. Sultan & Dh (GIZ)- On se laissera pas faire (sur la net-tape de Forlife Music, 1re dose)
- 2012 : Sultan - À travers le son (sur la compilation de Booska-P, Booska Tape Vol. 1)
- 2012 : La Fouine feat. Sniper, Niro, Youssoupha, Canardo, Fababy et Sultan - Paname Boss (sur l'album de La Fouine, Drôle de parcours)
- 2013 : Kamelanc' feat. MLC Nassi Itsou et Sultan - L'Union fait la force (sur L'album de Kamelanc, Coupé du monde)
- 2013 : Jessy Matador feat. Sultan - Laissez passer (sur l'album de Jessy Matador Authentik)
- 2013 : Sultan - Je serai ce que je suis (extrait de la bande originale du film No Pain No Gain)
- 2013 : Fababy feat. Sadek, Hayce Lemsi, La Fouine, Still Fresh, Sultan et S.Pri Noir - Envoie les billets (sur l’album de Fababy La Force du nombre)
- 2013 : MLC feat. Sultan, Canardo - Passe à la caisse
- 2013 : Sultan feat. Amy & Sircass - Calmement (sur la compilation À la Funk You
- 2014 : DJ Skorp feat. La Fouine, Sultan et Canardo - Touche à rien
- 2014 : Sultan feat. Ixzo - Que d'la peufra
- 2014 : La Fouine feat. Sultan - Connaît pas (sur la mixtape de La Fouine Capital du Crime 4)
- 2014 : La Fouine feat. Canardo, Sultan & GSX - Peace sur le FN (sur la mixtape de La Fouine Capital du Crime 4)
- 2014 : Damsi feat. Sultan - T'as qu'à m'appeler
- 2015 : DJ Hamida feat. Sultan & Charly Bell - À ma santé (sur Mix party 2015 de DJ Hamida)
- 2015 : DJ Skorp feat. Sultan & Leck - Classico (sur l'album de DJ Skorp Red Devil)
- 2015 : DJ Skorp feat. Sultan, Croma & Pop - Wai Wai (sur l'album de DJ Skorp Red Devil)
- 2015 : DJ Skorp feat. Sultan & Pop - Manu le coq (sur l'album de DJ Skorp Red Devil)
- 2015 : DJ Sem feat. Sultan - Valide (sur l'album de DJ Sem Le venin musical)
- 2015 : Sultan feat. David Carreira - Piqué
- 2017 : Sultan - Terrain miné

## Classements

### Albums
| Année | Titre               | Meilleure position (FR) | Meilleure position | Ventes |
| ----- | ------------------- | ----------------------- | ------------------ | ------ |
| 2006  | Mode crime          | –                       | –                  | 1 500  |
| 2007  | Frontline           | –                       | –                  | 2 700  |
| 2009  | La Sul'tendance     | 182                     | -                  | 3 000  |
| 2011  | Ils sont pas prêts  | 161                     | -                  | 10 000 |
| 2012  | Des jours meilleurs | 15                      | 135                | 50 350 |
| 2016  | Condamné à régner   | –                       | –                  | 1474   |

### Singles
| 2012 | 4 étoiles               | 32 | 45 |
| 2012 | Sois fier de c'que t'es | -  | 76 |

## Clips
- Tête de ligne
- On remet les pendules à l'heure
- Tah !
- Mes rêves
- Trahison
- Génération
- Petit frelon
- 10 ans
- On casse les portes
- Violent
- Quoi qu'il arrive
- Jaloux
- Rap Impact 2
- Paré !
- La Sul'tendance
- Tah ! 2009
- Autonome
- Inch'Allah
- Je perds le contrôle
- Quitte ou double
- Oh la, oh laaa
- Qui aura ma peau
- Éternel challenger
- Fais ce que t'as à faire
- On les emmerde
- Qui aura ma peau #2
- Ma Snapback
- Trop deuspi
- Badaboom
- Fin de toi
- Grand cœur malade
- Intro (Hosted By DJ Battle)
- Zbeul Tonight
- Dedans plein
- 4 étoiles
- Sois fier de c'que t'es
- Paname Boss
- Chez Nous
- Gardez la foi
- L'union fait la force
- Mec à meuf
- Je serai ce que je suis
- Team BS
- Case départ
- Rapta Tonight
- Tupac die
- Chez Wam

## Distinctions
| Année | Travail nommé | Catégorie                       | Résultat |
| ----- | ------------- | ------------------------------- | -------- |
| 2013  | Sultan        | Meilleure révélation de l'année | Lauréat  |